# Напреенков, Михаил Анатольевич
Михаил Анатольевич Напреенков (род. 15 мая 1959 года) — генерал-майор ВС РФ, начальник Московского высшего военного командного училища в 2012—2014 годах, действующий преподаватель Общевойсковой академии ВС РФ, кандидат исторических наук.

## Биография
Родился 15 мая 1959 года в деревне Тишковка Шумячского района в многодетной семье. Мать — Тамара Ивановна (род. 4 августа 1936 года), работница совхоза «Победа», телятница и учётчик; дед Михаила по материнской линии погиб на фронте в Луганской области; есть также сёстры Валентина и Татьяна, братья Пётр и Александр. Окончил Московское высшее общевойсковое командное училище имени Верховного Совета РСФСР в 1980 году, Военную академию имени М. В. Фрунзе в 1992 году. В составе 201-й Гатчинской мотострелковой дивизии прослужил пять лет, участвовал в боевых действиях на территории Республики Таджикистан в 1993—1998 годах.
Проходил службу в Среднеазиатском, Ленинградском и Дальневосточном военных округах, пройдя путь от командира мотострелкового взвода до командира 130-й пулемётно-артиллерийской дивизии в составе 5-й армии. Окончил в 2000 году с отличием Военную академию Генерального штаба ВС РФ. Звание генерал-майора получил 11 декабря 2001 года указом президента Российской Федерации, с июня 2003 по сентябрь 2009 года был начальником штаба — первым заместителем командующего 5-й армией. С октября 2009 года по апрель 2012 года — начальник кафедры оперативного искусства Общевойсковой академии ВС РФ.
С 19 апреля 2012 года по сентябрь 2014 года — начальник Московского высшего военного командного училища, в октябре 2014 года назначен начальником ведущей кафедры тактики Общевойсковой академии ВС РФ. Степень кандидата исторических наук получил 17 ноября 2014 года. Участник Парадов Победы на Красной Площади с 2010 по 2016 годы: в составе командной группы Общевойсковой академии ВС РФ в 2010—2011 годах и в 2015—2016 годах, а также как глава парадного расчёта Московского высшего военного командного училища в 2012—2014 годах.
Награждён:
- орден «За военные заслуги» (1996) — за мужество и отвагу, проявленные при выполнении специальных операций[4]
- орден Дружбы (29 декабря 2018 года) — за особые заслуги в деле укрепления мира, дружбы, взаимопонимания между народами, за взаимообогащение и сближение наций, народностей и культур[1]
- медали за отличия в боевой и служебной деятельности, за достигнутые успехи и безупречную военную службу[1]